# Раса

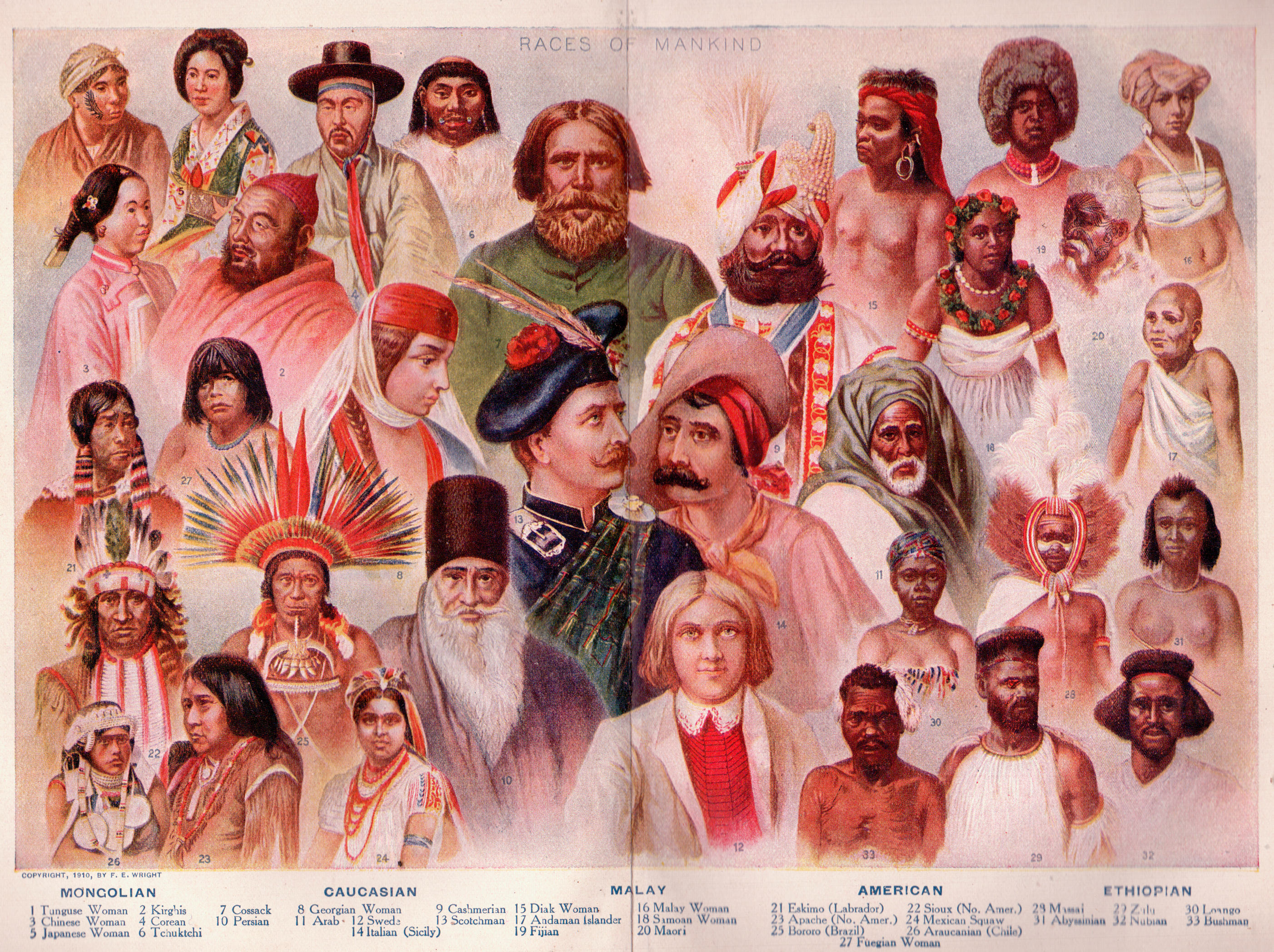
«Расы человечества». Новый иллюстрированный словарь Уэбстера, 1911. Представители различных народов разделены согласно устаревшей расовой классификации на пять рас: монгольская, кавказская («белая»), малайская, американская, эфиопская

Ра́са (также раса человека, человеческая раса) — система популяций человека, характеризующаяся сходством по комплексу физических или социальных признаков в соответствии с восприятием их обществом. В классическом и к настоящему времени устаревшем понимании человечество не представляет собой единство, но делится на отдельные группы на основе унаследованных физических и поведенческих различий.
Различаются раса в биологическом значении и раса в социальном значении. В биологическом значении в рамках к настоящему времени устаревшей и научно опровергнутой типологической концепции расы человека рассматривались как дискретные общности с выделением «чистых» расовых типов; в рамках более поздней популяционной концепции расы определяются как группы популяций, между которыми имеются плавные переходы, а «чистые» расовые типы не существуют, и расовый тип не может определяться у конкретного индивидуума. Расы рассматриваются как открытые популяционные системы, которые находятся в состоянии постоянного изменения. В рамках популяционного подхода и само понятие «раса» может отвергаться. В результате генетических исследований в современной антропологии часто делается вывод об отсутствии рас как определённых физическими признаками внутривидовых подразделений и существовании только клинальной изменчивости. Естественнонаучное содержание понятия «раса» связывается с устаревшим типологическим подходом, а внимание концентрируется на изучении биологической вариативности и её причин.
Разные школы антропологов предлагали различные расовые классификации, выделяя от трёх до семи основных рас, среди которых — европеоидная, монголоидная, негроидная, австралоидная и американоидная, и десятки малых рас и малых антропологических типов.
Концепция разделения человечества на три расы, называемые европеоидной, монголоидной и негроидной (первоначально называвшейся «эфиопской»), была введена в 1780-х годах членами Гёттингенской исторической школы и получила дальнейшее развитие у западных учёных в контексте расистских идеологий эпохи колониализма. Французский анатом Жорж Кювье выделял три расы — «белая» («кавказская»), «чёрная» («эфиопская») и «жёлтая» («монгольская»). Этот подход впоследствии стал преобладающим.
Ни одна из предложенных расовых классификаций не объемлет всего типологического разнообразия человечества. Выделенные варианты являются системами популяций со значительной индивидуальной изменчивостью по различным системам признаков, которая может превышать изменчивость между типами. Кроме того, системы популяций эволюционируют с течением времени, поэтому типологическая картина не является постоянной.
Первоначально биологи классифицировали расы как подвиды человека, но современные антропологи отвергают концепцию расы как полезного инструмента для изучения человечества и рассматривают человечество как сложный, взаимосвязанный генетический континуум. В результате генетических исследований конца XX — начала XXI веков многие генетики пришли к выводу о невозможности точного выделения рас, так как различия и сходство рас по внешним признакам не всегда совпадают с генетическими различиями и сходством. В связи с этим и другими соображениями многие учёные считают термин «раса» в отношении человека не имеющим генетической основы. Раса часто не рассматривается как биологическая категория. В современной науке расы рассматриваются как социальные конструкты и идентичности, которые присваиваются людям в зависимости от правил, принятых в обществе, отражают различные отношения и убеждения и были навязаны различным группам населения начиная с периода европейского колониализма. Будучи частично основанными на физическом сходстве людей внутри групп, расы тем не менее не несут физического или биологического смысла. 
Несмотря на научный взгляд, большинство людей продолжают понимать расы как физически различные группы. Социально опасными являются ошибочные смешения биологического понятия о расах с социальным понятием этнической общности и представления о причинной связи внешних или психологических характеристик с этническими образованиями. Расовые различия (или клинальная изменчивость) не приводят к возникновению биологического барьера неплодовитости, не являются препятствием для метисации и, вопреки, распространённому заблуждению, не оказывают влияния на интеллектуальные способности.
В англоязычных источниках слово англ. race (в социальном значении) может употребляться как синоним этнической группы, а racial discrimination может относиться и к дискриминации по национальному/этническому признаку (например, в статье 1 Международной конвенции о ликвидации всех форм расовой дискриминации).
Расизм представляет собой убеждение, совокупность идеологических воззрений, идеологическую доктрину и политико-идеологическую практику, основанные на представлении, что человечество состоит из строго дифференцированных групп, называемых расами, этническими общностями и др., одни из которых врождённо превосходят другие. Идеи о превосходстве одних рас (или расовых типов) над другими получили развитие в XIX — середине XX века, но были признаны ложными с научной точки зрения. Их распространение сыграло отрицательную роль в истории человечества: от геноцида коренного населения Нового Света и до Холокоста времён Второй мировой войны.

## Этимология
Слово «раса» в русском языке известно с середины XIX века, являясь заимствованием из фр. race или нем. Rasse, которые в свою очередь восходят к исп. raza или итал. razza. Дальнейшая этимология не вполне ясна: существуют версии о происхождении слова от лат. generatio («рождение, способность к размножению»), лат. ratio («род», «порода», «разновидность») или араб. ra’s‎ («голова», «происхождение», «начало»).

## Понятие
Классическое значение термина «раса» применительно к людям начало формироваться в XVII веке. С этого времени оно получило множество значений в языках западного мира. Однако никогда в истории своего употребления термин не имел точного значения. Общей для большинства определений, является попытка классифицировать народы в первую очередь по их физическим различиям. Отсутствие согласия в отношении значения и идентификации рас продолжается и в XXI веке, и современные учёные не ближе к нахождению консенсуса, чем их предшественники.
Изначально термин имел языковые и национальные коннотации, а к XVII веку стал использоваться по отношению к признакам, имеющим внешнее фенотипическое проявление и сформировавшихся в определённом географическом регионе.
В Соединённых Штатах термин «раса» обычно относится к группе людей, у которых есть некоторые общие видимые физические черты, такие как цвет кожи, текстура волос, черты лица и строение глаз. Такие отличительные особенности связаны с большими, географически разделёнными популяциями; эти континентальные агрегаты также обозначаются термином расы.
Термин «раса» также применялся к лингвистическим группам («арабская раса» или «латинская раса»), религиозным группам («еврейская раса») и даже политическим, национальным или этническим группам, имеющим мало физических отличий их от соседей или не имеющим таких отличий вовсе («ирландская раса», «французская раса», «испанская раса», «славянская раса», «китайская раса» и т. д.).
Некоторые учёные рассматривали расы как подвиды, предполагаемые ими подразделения человеческого вида, которые считались достаточно различными биологически, чтобы позже они могли эволюционировать в отдельные виды.
Согласно современным научным представлениям, раса — социальный конструкт. Наиболее важные его характеристики исходят из социальных последствий его использования в качестве классификационной модели. Идея «расы» начала развиваться в конце XVII века, в качестве последствий географических открытий европейцев и европейской колонизации, как народная идеология о человеческих различиях, связанных с различными группами — европейцами, индейцами и африканцами — собранными вместе в Новом Свете. В XIX веке, после отмены рабства в США, эта идеология окончательно сформировалась как новый механизм социального разделения и стратификации.

## Расы как социальные категории

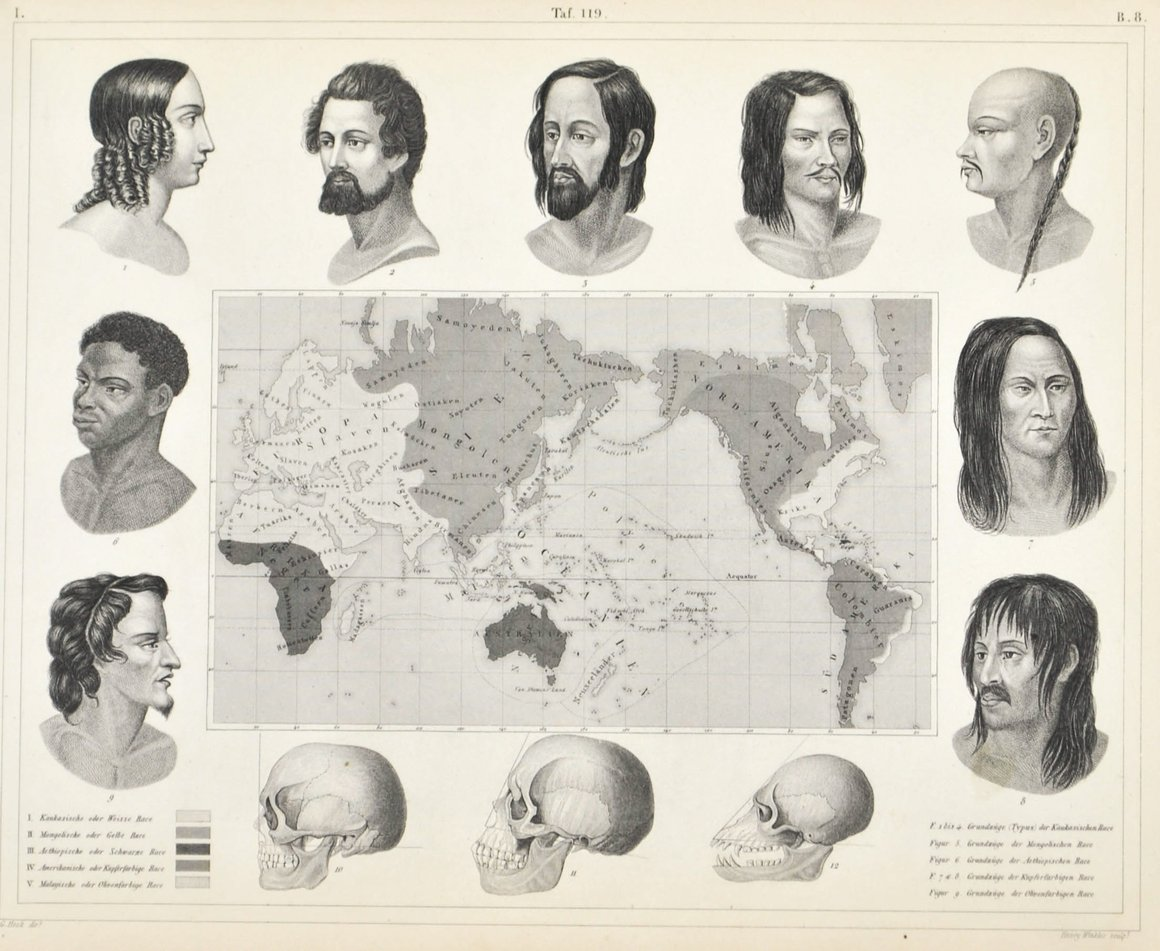
Карта пяти рас немецкого антрополога Иоганна Блуменбаха (издание 1851 года) с подписями «кавказская, или белая», «монгольская, или желтая», «эфиопская, или чёрная», «американская, или медного цвета» и «малайская, или оливкового цвета»

В разных странах расовые категории могут выделяться по «крови» (по происхождению) или по фенотипу. Расизм может иметь поддержку на государственном уровне, не поддерживаться законодательством или подавляться специальными законодательными актами. Выделение расовых категорий может приводить к расовой сегрегации, когда расовые и социоэкономические категории совпадают. По этой причине социологи могут рассматривать расу в качестве социальной, а не биологической категории.
В Древней Греции и Римской империи население, жившее за пределами греко-римского мира, различалось по цвету кожи, но это не имело каких-либо социальных последствий, данные народы включались в единую социальную категорию «варваров».
В XVI веке португальцы включали в число «белых», помимо европейцев, также арабов, индийцев, и китайцев. Термин «белая раса» или «белые люди» вошёл в основные европейские языки в конце XVII века в связи с расиализацией рабства, в контексте трансатлантической работорговли и порабощения коренных народов в Испанской империи. Его неоднократно связывали с оттенками крови, происхождением и физическими признаками, и в конечном итоге он стал предметом ранних научных исследований, кульминацией чего стал «научный расизм», который позже был отвергнут научным сообществом. По словам историка Ирэн Сильверблатт, «расовое мышление… превратило социальные категории в расовые истины». Брюс Дэвид Баум, цитируя работу Рут Франкенберг, отмечает: «История современного расистского доминирования связана с историей самоидентификации европейских народов (а иногда и идентификации некоторых других народов) как представителей высшей „белой расы“». Аластер Боннетт утверждает, что «белая идентичность», как она понимается в настоящее время, является американским наследием, отражающим американскую интерпретацию расы и истории.
В XVI и XVII веках восточноазиатские народы почти всегда назывались «белыми», а не «жёлтыми». Майкл Кивак пишет, что жители Восточной Азии были переименованы в желтокожих, потому что «жёлтый стал расовым обозначением», и что замена белого на жёлтый в качестве описания произошла в результате научного дискурса того периода.
Термины «белые люди» или «белая раса» в отношении большой группы людей преимущественно или исключительно европейского населения, определяемые их светлой кожей в противоположность «чёрным», «коричневым», «жёлтым», «красным» и другим «цветным», возникли в XVII веке. До конца XVIII века европейцы называли «белыми» также народы Восточной Азии. Термины «белые люди» и «белая раса» вошли в основные европейские языки в конце XVII века в контексте расового рабства и неравного социального статуса жителей европейских колоний. Акцент на расе отличает концепцию колониальной эпохи от более ранних представлений, в которых основное внимание уделялось цвету лица.
Цветовая схема из трёх цветов использовалась в Латинской Америке XVII века, находящейся под властью Испании. Ирэн Сильверблатт прослеживает «расовое мышление» в Южной Америке до социальных категорий колониализма и формирования государства: «Белые, чёрные и коричневые — это сокращённые, абстрактные термины для обозначения колонизаторов, рабов и колонизированных». К середине XVII века новый термин español («испанец») в письменных документах приравнивался к blanco («белый»). В американских колониях Испании люди, имеющие африканское, индейское (indios), еврейское или морискское происхождение формально исключались из числа обладавших «чистотой крови» (limpieza de sangre), которые имели право занимать любую государственную должность в соответствии с Королевской прагматикой 1501 года. Подобные ограничения применялись в вооруженных силах, некоторых религиозных орденах, колледжах и университетах, что привело к формированию почти полностью «белого» духовенства и профессионального слоя общества. Негры и indios облагались данью, им запрещалось носить оружие, а женщинам из их числа было запрещено носить драгоценности, шёлк или драгоценные металлы в ранней колониальной Мексике и Перу. Лица из категорий pardos (люди с тёмной кожей) и mulattos (люди смешанного африканского и европейского происхождения), обладавшие достаточными финансовыми ресурсами стремились обойти эти ограничения, выдав себя за «белых». Королевское предложение купить эти привилегии за значительную сумму денег привлекло пятнадцать претендентов, прежде чем давление со стороны «белых» элит положило конец этой практике.
В британских колониях в Северной Америке и Карибском бассейне первоначально использовалось обозначение англичанин или христианин для различения с коренными американцами и африканцами. Первые упоминания о «белой расе» или «белых» людях в Оксфордском словаре английского языка относятся к XVII веку. Историк Уинтроп Джордан отмечает, что в XVII веке «во всех [тринадцати] колониях термины „христианин“, „свободный“, „англичанин“ и „белый“… использовались без разбора» как синонимы. В 1680 году Морган Годвин «счёл необходимым объяснить» английским читателям, что «на Барбадосе „белый“ был „общим названием европейцев“». Некоторые историки пишут о сдвиге в сторону более широкого использования термина «белый» в качестве правовой категории наряду с ужесточением ограничений для свободных чёрных или чёрных христиан. По словам Теодора Аллена, термин «белый» оставался более привычным в американских колониях, чем в Великобритании, вплоть до 1700-х годов.
Понятие «чёрной расы» в качестве социальной категории также сформировалось сравнительно поздно. Вплоть до последней четверти XVII века на плантациях Виргинии «белые» были наёмными работниками наравне с африканцами и индейцами. С 1670-х годов рабский труд был законодательно однозначно навязан исключительно африканцам, и все завезённые в Америку африканцы вне зависимости от этнической принадлежности стали считаться «неграми-рабами», относящимися к единой «чёрной расе». «Белые» американцы в качестве «аристократов кожи» были отнесены к категории «белой расы».
В Вест-Индии расовая классификация была значительно более сложной, выделялись различные категории смешанного происхождения, такие как «белые», «красные», «коричневые», «светло-чёрные», «чёрные», «тёмно-чёрные». Расовая категория влияла на социальное положение. Так, категория «тринидадские белые» означала не столько людей определённой физической «белой расы», сколько престижный социальный слой, который обычно ассоциировался с «белой расой». В эту категорию входили преимущественно потомки смешанных браков, но также «белые» поселенцы. Вместе они именовались «креолами».
Отцы-основатели США, провозглашая в Конституции права и свободы народа Соединённых Штатов — американской нации — ограничивали её определённым этническим сообществом — «белыми» англосаксонскими протестантами. Не была исключена и возможность вхождения в американскую нацию представителей некоторых других народов Европы, например, германских протестантов — немцев и голландцев. Однако отношение к романским этносам — испанцам и французам, и, тем более, к латиноамериканцам, было значительно хуже: согласно отцам-основателям, данные этносы находились за пределами американской нации. По расовому признаку членами американской нации не считались чернокожие американцы вплоть до 1875 года и американские индейцы — вплоть до 1924 года. До середины XIX века в США действовало «правило одной капли крови», согласно которому «небелыми» считались те, кто имел «чёрных» или индейских предков вплоть до седьмого поколения. Первоначально американская нация понималась как расово-этническая, а не как гражданская общность. Согласно историку А. И. Уткину, американская национальная идентичность сохраняла расово-этническую основу вплоть до начала Второй мировой войны, когда США приняли большое число иммигрантов из стран Восточной и Южной Европы (поляки, евреи, итальянцы и др.).
В США в XIX века ирландцы и итальянцы не считались «белыми», тогда как в английской литературе рубежа XIX—XX веков к «белой расе» могли относиться такие народы, как арабы, абиссинцы, берберы, туареги, масаи и сомали.
Понятие «белые люди» стало ассоциироваться с европейцами и их потомками только в XX веке. В 1920-е годы индийские деятели пытались доказать американским властям, что они наравне с «белыми» американцами принадлежат к «белой арийской расе», что не имело успеха. Евреи были причислены к категории «белых» только после Второй мировой войны. Согласно понятиям современной американской бюрократии, граница между «белыми» и «азиатами» примерно соответствует границе Пакистана и Индии.
В Бразилии различаются около 500 типов, основанных на оттенках кожи, формах носа и губ, особенностей волос и др. В 85 % случаев использовались десять терминов, наиболее популярными, около 50 % случаев, были три: «морено» (мулаты), «бланко» («белые») и «сарара» («веснушчатые»). В штате Баия различались 25 оттенков цвета, которые были сгруппированы в три основные категории: «бланкос» («белые»), «моренос, пардос» (мулаты), «претос, негрос, эскурос» («чёрные»). Расовые термины в Бразилии ситуативны и со временем меняются, тогда как власти поощряют межрасовое смешение и ставят целью создание особой «бразильской расы».

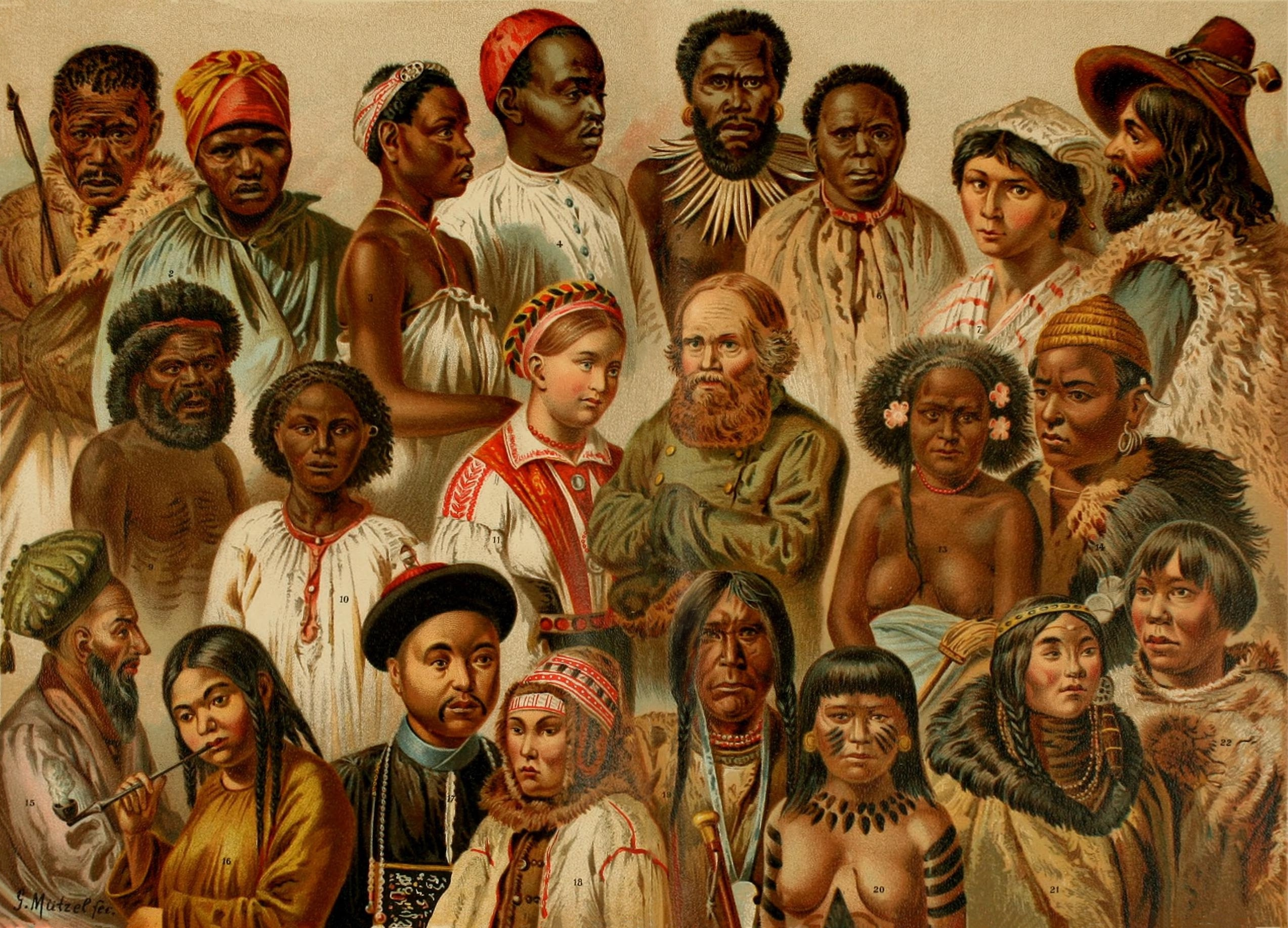
Основные типы человечества (по Хаксли), Густав Мютцель, 1893, Универсальная история Ридпата, 1897

Выделение рас в качестве социальных категорий не является всеобщем явлением. Так, не является актуальным расовое деление в Эфиопии, избежавшей колониализма, где люди классифицируются по языку и религии. В Советском Союзе расовая принадлежность имела второстепенное значение, и основу классификации людей составляла этническая принадлежность.
В России постсоветского периода расизм по отношению к выходцам с Кавказа проявляется, в частности, в применении к ним уничижительного определения «чёрные» (несмотря на то, что подавляющее большинство представителей народов Кавказа являются европеоидами). Бюрократический язык использует более нейтральный, но также научно некорректный термин «лица кавказской национальности».
Университет Портленда и «Коалиция цветных сообществ» (США) в 2014 году опубликовали исследование, в котором славяне и славянские эмигранты в США отнесены к «цветным», или к категории угнетаемых меньшинств. Из числа «белых» авторы исследования исключили славянских эмигрантов по причине того, что они подвергаются дискриминации при получении школьного и высшего образования, медицинской страховки и при трудоустройстве.

## Расоведение

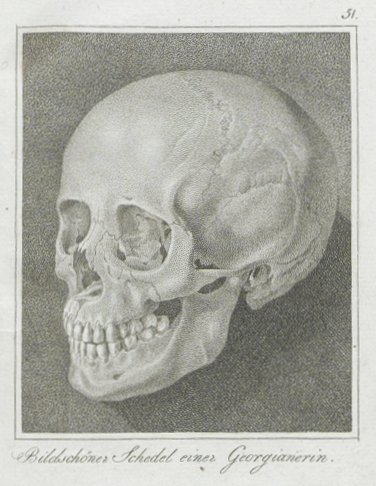
Череп, обнаруженный немецким антропологом Иоганном Блуменбахом в 1795 году в Грузии, который он использовал для построения гипотезы о происхождении европейцев с Кавказа

Расове́дение — раздел науки антропологии, изучающий человеческие расы.
Расоведение изучает классификацию рас, историю их формирования и такие факторы их возникновения, как селективные процессы, изоляция, смешение и миграции, влияние климатических условий и вообще географической среды на расовые признаки.
Изучение рас с уклоном в «научный расизм», утверждающий о якобы существующем превосходстве одних рас над другими, получило особенное распространение в национал-социалистической Германии и др. западноевропейских странах, а также ранее в США (Ку-клукс-клан), где служило обоснованием институционализированного расизма, шовинизма и антисемитизма.
Существенный вклад в расоведение внесли советские учёные (В. В. Бунак, В. П. Алексеев, Н. Н. Миклашевская и др.).
Иногда расоведение отождествляют с этнической антропологией. Однако последняя относится, строго говоря, только к изучению расового состава отдельных этносов, то есть племён, народов, наций, и происхождению этих общностей.
В той части расовых исследований, которые направлены на изучение этногенеза, антропология ведёт исследования совместно с языкознанием, историей, археологией. При изучении движущих сил расообразования антропология вступает в тесный контакт с генетикой, физиологией, зоогеографией, климатологией, общей теорией видообразования. Изучение рас в антропологии имеет значение для решения многих проблем. Оно важно для использования антропологического материала как исторического источника, освещения проблем систематики, главным образом малых систематических единиц, познания закономерностей популяционной генетики, уточнения некоторых вопросов медицинской географии.

## Отказ от концепции расы

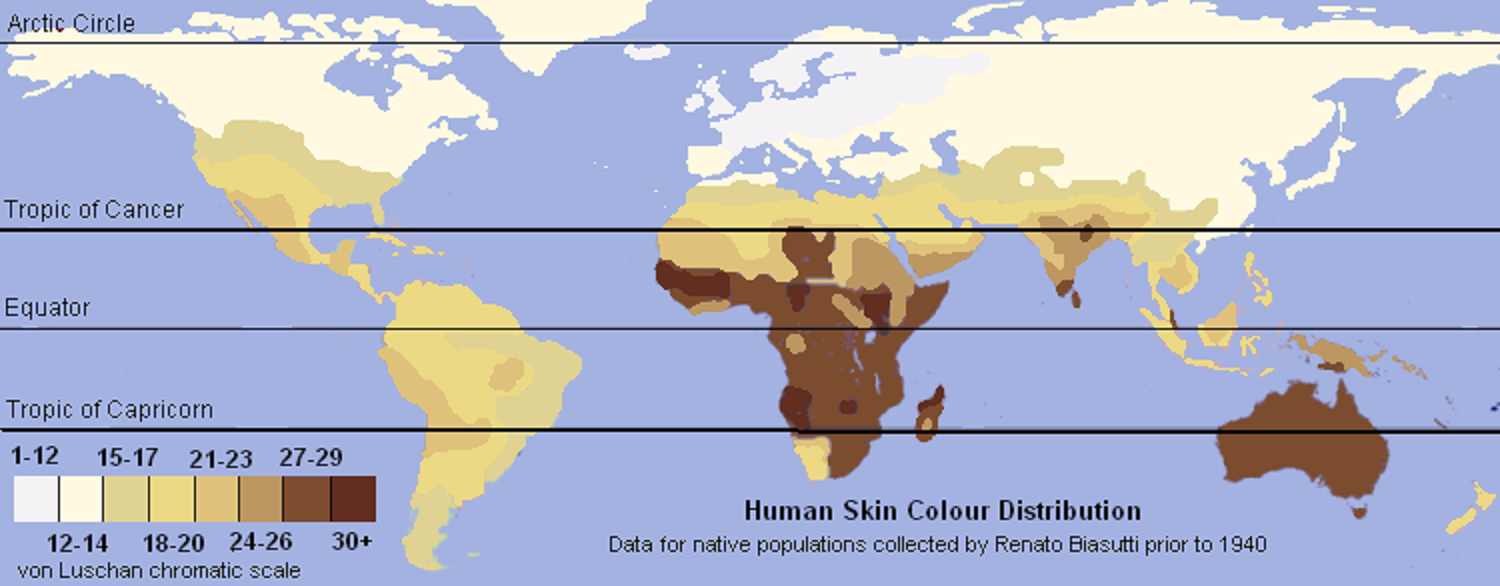
Карта цвета кожи коренного населения, демонстрирующая ошибочность принятой «цветовой» классификации рас

Невозможность проведения чётко определённых границ между ареалами предполагаемых расовых групп была отмечена ещё Иоганном Блуменбахом (1797), а затем Чарльзом Дарвином (1871).
Научная польза понятия «раса» подвергалась сомнению ещё в 1930-е годы. В середине XX века возникла концепция нереальности рас как определённых физическими признаками внутривидовых подразделений человечества. Одним из первых её сформулировал бельгийский учёный Ж. Йерно, назвавший расу не фактом, а понятием.
В 1964 году антропологи из разных стран, в том числе СССР, разработали для ЮНЕСКО документ, в котором утверждалось, что так как географические вариации признаков, которые используются в классификациях, сложны и не имеют резких разрывов, человечество не может разделяться на строго разграниченные категории с чёткими границами.
После Второй мировой войны термин «раса» был дискредитирован из-за связи расовой теории с преступлениями нацизма. Вместо него для исследования человеческих групп используются другие термины, такие так популяция, народ, этническая группа, сообщество.
К 1980-м годам большинство учёных, работающих в рамках критической расовой теории, отвергли идею существования биологически различных рас и рассматривали «расу» в качестве культурно сконструированного понятия, созданного посредством расистских практик.
Научные исследования XX века показали, что физические различия в рамках человеческого вида не соответствуют «расовой» модели. Вопреки ей физические различия людей имеют тенденцию перекрывать друг друга. Не существует генов, которые могли бы идентифицировать отдельные группы, соответствующие общепринятым расовым категориям. Генетическая разница между любыми двумя людьми составляет менее 1 %. Географически далеко разделённые популяции генетически различаются лишь примерно на 6—8 %. Прослеживается совпадение черт, не имеющих отношения друг к другу, таких как цвет кожи и структура волос. Отмечается невозможность объединить народы в отдельные «расовые пакеты». Считается доказанным, что каждый «расовый признак» определяется несколькими генами, ареал каждого из которых не совпадает. Популяции отличаются не генотипами, а частотой тех или иных аллелей, которые не влияют на основные функции человека.
В современной западной антропологии был сформулирован вывод об отсутствии рас как определённых физическими признаками внутривидовых подразделений и существовании только клинальной изменчивости. Естественнонаучное содержание понятия «раса» связывается с признанным устаревшим типологическим подходом, а внимание концентрируется на изучении биологической вариативности и её причин. Многие учёные других дисциплин приняли относительно новое сформулированное генетиками научное понимание биологического разнообразия человеческого вида. Сравнительно давно наука пришла к выводу, что концепция расы, относящаяся исключительно к фенотипическим признакам, не охватывает ни социальную реальность расы, ни феномен расизма. Благодаря научным результатам в других областях науки, особенно в антропологии и истории, учёные начали рассматривать расу как социальное и культурное, а не биологическое явление, и пришли к выводу, что раса является социальным изобретением, появившимся сравнительно недавно.
В советской антропологии близкие по сути выводы формулировались ещё в 1930-е годы и поддерживаются в настоящее время в российской науке. Так, В. В. Бунак отмечал условность классификаций и отсутствие «чистых рас», а Г. И. Петров называл расы «исторически слагающимися категориями». Антрополог А. А. Зубов считал ошибочным видеть в расе застывшую во времени биологическую категорию, критиковал понятие «раса» и отмечал, что всё современное человечество составляет единый подвид вида Homo sapiens.
Согласно критикам, расовые классификации не внесли ничего нового в знание о природе человека и его культуре. Отмечается, что концепция «не полезна и не нужна в исследованиях», не существует общепринятого определения конкретной предложенной расы и представления о количестве рас, например, может выделяться 300 или более «рас». Кроме того, данные не согласуются ни с концепцией древовидной эволюции, ни с концепцией «биологически дискретных, изолированных или статических» популяций.
Этнолог В. А. Шнирельман, отмечает, что отказ западными специалистами от понятия «раса» достаточно хорошо обоснован научно, хотя и был также мотивирован политическими соображениями, а также что рассуждающий о расах «учёный не может оставаться в рамках чистой биологии». При этом он отмечает, что западные специалисты, отказываясь от понятия «раса», имеют в виду понимание расы, свойственное расистам или обывателям.
Несмотря на широкий научный консенсус о некорректности эссенциалистской и типологической концепций расы, учёные в разных странах продолжают разными способами наделять смыслом понятие расы.
Однако вне зависимости от признания расы биологической реальностью или социальной конструкцией, все учёные соглашаются с тем, что человечество представляет собой единый биологический вид, а границы между популяциями не являются жёсткими и связаны с географическими, социальными и культурными, а не биологическими факторами.
Некоторые авторы сохраняют ряд элементов расовой идеологии. Они биологизируют этническую идентичность и интерпретируют культуру и поведение людей как проистекающие из генетической наследственности. Эта тенденция ведёт к сохранению в обществе значительных элементов расовой идеологии.
Секвенирование геномов древних людей, проведённое лабораторией под руководством генетика Дэвида Райха в 2016 году, выявило, что «белые» европейцы не являются единой гомогенной группой, а происходят преимущественно от смеси четырёх западно-евразийских предковых групп: WHG (западноевропейские охотники-собиратели), EHG (восточноевропейские охотники-собиратели), неолитические земледельцы из Леванта / Анатолии, а также неолитические земледельцы с территории современного Ирана (часто обозначаемые как «EEF»; ранние европейские земледельцы) — в разной степени, и большую часть своей родословной они ведут от древних ближневосточных групп.
В работе 2016 года «Эволюция и представления о человеческой расе» генетик Алан Темплтон рассматривает различные критерии, используемые в биологии для определения подвидов или рас. К числу черт, традиционно считающихся расовыми, принадлежит цвет кожи: «Коренные народы с самой тёмной кожей живут в тропической Африке и Меланезии». Хотя эти две группы традиционно классифицируются как «чёрные», в действительности африканцы более тесно связаны с европейцами, чем с меланезийцами. Другим примером является устойчивость к малярии, которая часто встречается у африканского населения, но также у многих европейских и азиатских популяций. Темплтон заключает: «Ответ на вопрос, существуют ли расы у людей, ясен и недвусмыслен: нет». Данная точка зрения отражает консенсус среди американских антропологов:360.
В 2019 году Американская ассоциация биологических антропологов заявила: «Понятие расы не даёт верного представления о биологических вариациях человека. Она никогда не была верной в прошлом и остаётся неверной применительно к современным человеческим популяциям… Вера в расы, как в естественные аспекты биологии человека, и структуры неравенства (расизма), возникающие из таких убеждений, являются одними из самых разрушительных элементов человеческого опыта как сегодня, так и в прошлом».
Некоторые антропологи рассматривают расу как категорию народной таксономии. Разделение людей на расы менялось на протяжении человеческой истории и часто включало в себя народные таксономии, определяющие присущие людям черты характера по внешним признакам.
В 2023 году Национальные академии наук, инженерии и медицины США отказались от выделения рас при генетических исследованиях.
Британский социолог культуры Стюарт Холл рассматривал расу в качестве плавающего означающего.

## Расовые классификации

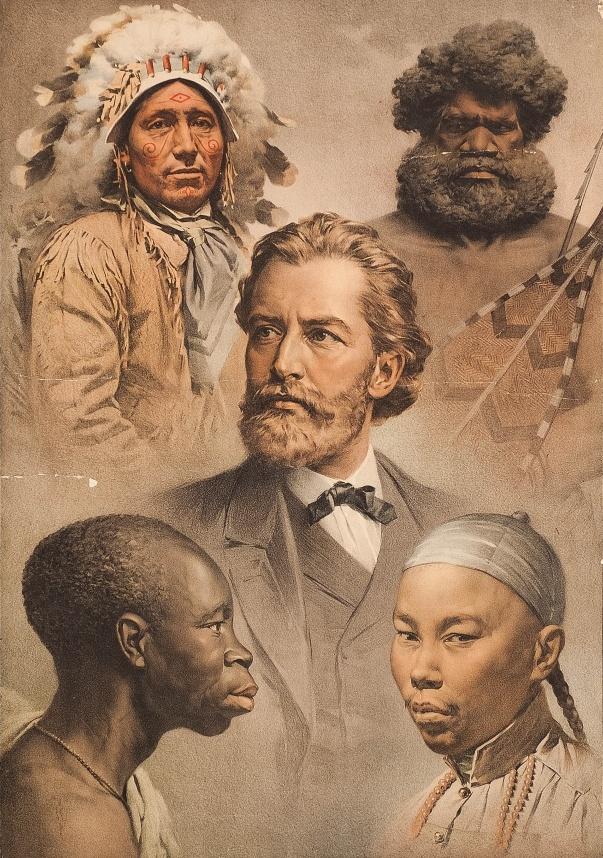
Стереотипное изображение пяти рас в соответствующих их культурам одеяниях; представитель «белой расы» в центре; издание 1911 года

Разделение людей на расы менялось на протяжении человеческой истории, оно часто включало в себя народные таксономии, определяющие присущие людям черты характера по внешним признакам. Современная наука считает такой биологический эссенциализм устаревшим и в целом скептична к расовым объяснениям физических и поведенческих отличий между группами людей.
Начиная с первых элементарных попыток классификации человеческих популяций в XVII и XVIII веках и до настоящего времени, учёные не пришли к единому мнению относительно количества рас человека, особенностей, которые следует использовать при идентификации рас, и значения самого термина «раса». Исследователи предложили ряд различных расовых классификаций, выделяющих от трёх до более чем 60 рас, основываясь на физических характеристиках, включая тип волос, форму головы, цвет кожи, рост и др. Существующие точки зрения варьируют от гипотезы двух основных расовых стволов до гипотезы 15 самостоятельных рас. Между этими крайними точками зрения лежит широкий спектр гипотез, постулирующий от трёх до пяти расовых стволов.
Согласно Советскому энциклопедическому словарю, существует около 30 человеческих рас (расово-антропологических типов), объединённых в три группы рас, которые именуются «большими расами»: негроидная, европеоидная и монголоидная. Сами расы (малые расы) делятся на субрасы, и нет единого мнения относительно принадлежности тех или иных субрас к тем или иным расам (малым расам). Кроме того, разные антропологические школы используют разные названия для одних и тех же рас.

#### Типологическая концепция

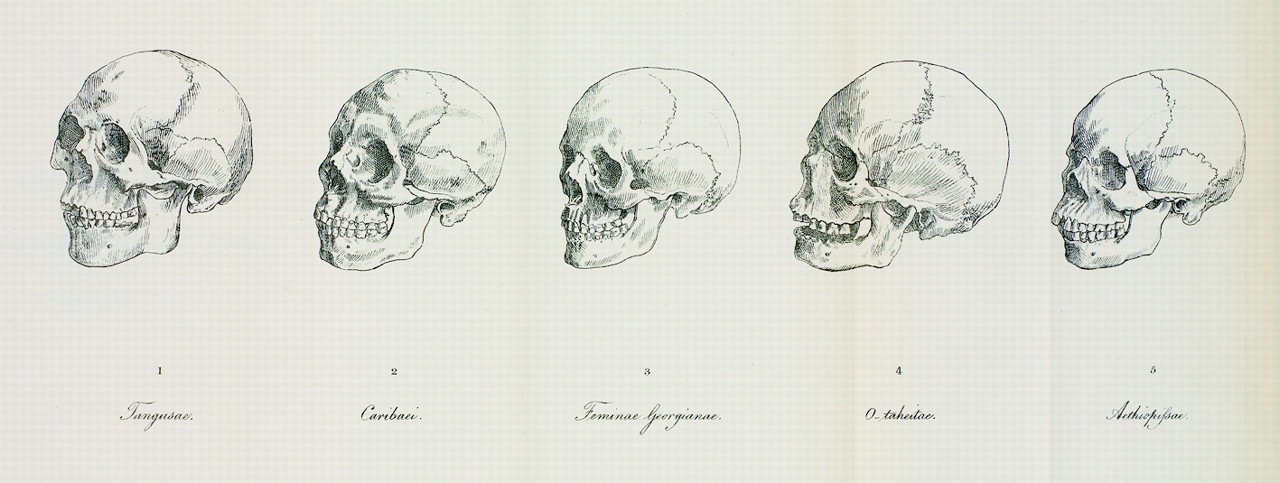
Примитивная типологическая классификация рас. Рисунок пяти черепов с надписями Tungusae, Caribaei, Feminae Georgianae, O-taheitae, Aethiopissae, служащие образцами для монгольской, американской, кавказской, малайской и эфиопской рас в классификации Иоганна Блуменбаха. Издание 1795 года

Типологическая концепция расы исторически появляется первой. Согласно типологическому подходу, описав черты конкретного человека, можно чётко отнести его к той или иной расе: выделяются расовые типы, и каждый индивид оценивается по степени приближения к тому или иному «чистому» типу. Например, ширина губ и носа больше определённой величины в сочетании с низким головным указателем, большим выступанием лица вперёд, курчавоволосостью и кожей темнее некого типового стандарта расценивается как свидетельство принадлежности к негроидной расе. По такой схеме можно даже определять расовую принадлежность конкретного человека в процентах. Сложность типологической концепции заключается в выделении «чистых» типов, отчётливо отличающихся один от другого. В зависимости от количества таких типов и признаков, определённых как расовые, будет меняться и расовое определение человека. Более того, последовательное строгое применение типологического принципа приводит к тому, что родные братья могут быть отнесены к разным расам.
В типологическом представлении индивидуальные особенности человека считаются несущественным отклонением, и первоосновой является тип. Однако, с точки зрения современной биологии именно индивидуальная изменчивость — это основной источник эволюционных изменений.
Как отмечал советский антрополог В. П. Алексеев, типологическая концепция расы «всё больше приобретает характер анахронизма и отходит в историю антропологической науки».
Ряд гипотез в рамках типологической концепции (например, существование экваториальной расы, объединяющей негроидную и австралоидную) были опровергнуты современными генетическими исследованиями.

#### Популяционная концепция
В современном российском расоведении господствует популяционная концепция расы. Согласно ей, расы — это не дискретные общности, а группы популяций, между которыми есть плавные переходы. При этом подходе расовый тип не может определяться у индивидуума.
В США отход от типологической концепции расы к популяционно-генетической происходил в 1950-е годы. В СССР основы популяционной концепции расы были сформулированы ещё в 1938 году В. В. Бунаком. В дальнейшем концепция была развита В. П. Алексеевым.

#### Историческая концепция
Согласно концепции, сформулированной В. В. Бунаком в 1938 году расы не являются стабильными, а представляют собой меняющиеся во времени категории. Историческая концепция не противоречит популяционной, а лишь дополняет её, поскольку объясняет, почему между расами не существует жёстких границ.

### Примеры классификаций
А. А. Зубов, опираясь на данные одонтологических признаков, разделял человечество на западный и восточный надрасовые стволы. При этом к западному стволу он отнёс европеоидную и негроидную расы, а к восточному — монголоидную, американоидную и австралоидную.
В. В. Бунак выделял 4 расовых ствола на основе представлений о древности формирования: тропический, южный, западный и восточный. Внутри тропического ствола выделялись африканская и океанийская расовые ветви, внутри южного — континентальная и древнеиндонезнийская, внутри западного — кушитская, средиземная, средиземноморская и европейская, внутри восточного — уральская, сибирская, южноазиатская и американская.

## Часто выделяемые расы

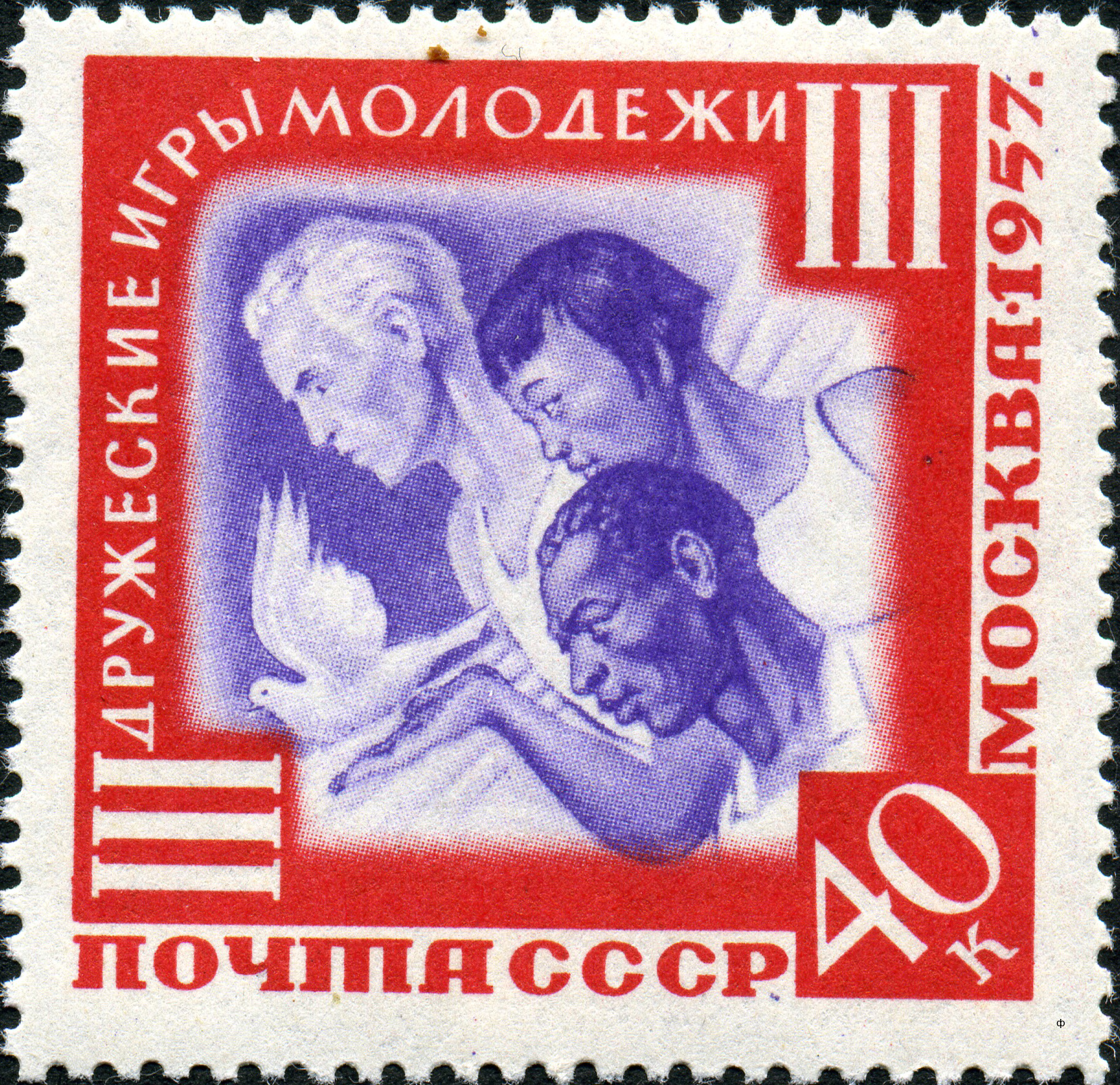
Почтовая марка СССР, 1957, люди трёх рас

### Европеоидная раса
Ареал европеоидной расы включает раннюю область расселения — Европу, Ближний Восток, Северную Африку, а также Среднюю и Центральную Азию, Индостан, и области, в которых они расселились в сравнительно недавнее время — Северную и Южную Америку, Австралию и Южную Африку. Характерные признаки европеоидов включают ортогнатный профиль лица (выступающий вперёд в горизонтальной плоскости). Волосы прямые или волнистые, как правило мягкие (в частности, у северных групп). Глаза имеют широкий разрез, хотя глазная щель бывает небольшой, нос обычно средне или сильно выступающий с высоким переносьем, губы тонкие или утолщенные, сильный или средний рост волос на лице и теле. Широкие кисти рук и стопы. Цвет кожи, волос и глаз разнообразный: от очень светлых оттенков у северных групп до очень тёмных у южных. На границах ареала образует плавные переходы к уральской, южносибирской, монголоидной, негроидной, эфиопской и дравидийской расам.
Древнее человечество, представленное ранними тропическими популяциями Homo (Homo habilis, Homo rudolfensis, Homo ergaster и др.), было, вероятно, темнопигментированным. Биологический смысл светлой кожи — улучшение синтеза витамина D, участвующего в процессах роста и усвоения кальция костями, что предотвращает развитие у детей рахита в условиях плохой освещённости. Этот признак возникал многократно у различных групп, начиная с неандертальцев, и является приспособительным к условиям арктического климата, до конца последнего оледенения доминировавшего на большей части территории Европы вплоть до средиземноморского побережья. Светлая окраска радужной оболочки глаза и волос отчасти связана с пигментацией кожи, отчасти — является случайно возникшим нейтральным признаком. Появление на севере Европы аномально светлопигментированых популяций («голубоглазых блондинов») — следствие неоднократного проявления «эффекта основателя» и «эффекта бутылочного горлышка» в условиях крайней изоляции. Светлая пигментация является рецессивным признаком — даже при гетерозиготном наличии аллеля синтеза меланина она легко переходит в тёмную.
Данные генетики показали, что охотники-собиратели, жившие 8500 лет назад на территории современных Испании, Люксембурга и Венгрии, обладали тёмной кожей, у них не фиксируются гены SLC24A5 и SLC45A2, отвечающие за депигментацию. У охотников-собирателей севера Европы, живших 7700 лет назад, фиксируются эти гены, а также HERC2/OCA2, связанный с голубыми глазами и, вероятно, светлой кожей и волосами. Но окончательное распространение гена светлой кожи SLC24A5 по Центральной и Южной Европе связано с миграцией неолитических земледельцев с Ближнего Востока.

### Негроидная раса
Согласно новейшим генетическим исследованиям, негроиды представляют собой нескольких рано обособившихся человеческих линий, причём бушмены и пигмеи в отношении генетического родства противостоят не только всем остальным африканским линиям, но и всем прочим группам людей вообще.
Среди негроидов можно выделить как минимум три резко обособленные друг от друга расы — негрскую, центральноафриканскую (пигмейскую) и южноафриканскую (бушменскую, капоидную).
Негрская раса распространена на большей территории Африки южнее Сахары. Характерные признаки: очень тёмная кожа, волосы курчавые, нос широкий, с уплощённым переносьем, большое межглазное пространство, губы толстые, долихокефалия, лицо низкое, прогнатное.
Негрилльская (или пигмейская, или центральноафриканская) раса распространена в экваториальных дождевых лесах Центральной Африки. Характерные признаки: очень низкий рост, сильный рост бороды, усов и волос на теле, широкий и короткий нос с плоским переносьем и часто выпуклой спинкой, сравнительно тонкие губы.
Южноафриканская (бушменская, капоидная) раса распространена в засушливых областях Южной Африки. Характерные признаки: низкий рост, плоское лицо, маленькая нижняя челюсть, благодаря чему лицо приобретает подтреугольную форму, нос узкий, переносье плоское, развит эпикантус, сравнительно светлая желтовато-бурая кожа, спирально-завитые волосы, стеатопигия у женщин, слабый рост бороды и усов. Многие признаки напоминают монголоидные.

### Эфиопская раса
Раса с переходными чертами, имеющая признаки негроидной расы и европеоидные черты.

### Монголоидная раса
Распространена в основном в Азии. Иногда объединяется с американоидной расой в большую азиатско-американскую расу. Характерные черты: цвет кожи варьирует от светлых оттенков до тёмно-смуглых, уплощённое лицо с выдающимися скулами, чаще высокое, высокие орбиты, ортогнатизм и мезогнатизм, рост бороды, усов и волос на теле слабый, разрез глаз узкий, часто встречается эпикантус, небольшие ресницы; степень выступания носа варьирует, но чаще небольшая, переносье обычно вогнутое, толщина губ от малой до утолщённой в Юго-Восточной Азии, ширина рта небольшая. На границах ареала имеет плавные переходы в европеоидную, дравидийскую, веддоидную, меланезийскую, полинезийскую, уральскую и южносибирскую расы.

### Американоидная раса
Американоидная раса — раса, распространена в Северной и Южной Америке. Эпикантус сравнительно редок у взрослых, хотя довольно част у детей. Характерные черты: высокое крупное лицо с широкой нижней челюстью, мезогнатизм, средний или большой нос, иногда «орлиной» формы, с высоким переносьем, широкий рот, глазная щель шире, чем у азиатских монголоидов, уплощённость лица меньше, чем у монголоидов, но больше, чем у других рас, рост бороды и усов слабый. Часто объединяется с собственно монголоидной расой в азиатско-американскую. Заселение Америки происходило в основном через район Берингова пролива. Многие ископаемые останки и признаки отдельных современных популяций могут свидетельствовать о древнейшем проникновении в Америку людей из Полинезии и Меланезии.

### Веддо-австралоидная раса
К австралоидной подгруппе этой большой расы относят коренное население Австралии. Характерные признаки: массивность долихокранного черепа при небольшой массивности остального скелета, сильные надбровные дуги, крупные прогнатные челюсти, большие зубы, короткая шея, тёмная пигментация кожи, широкий нос с вогнутым переносьем, рост бороды и усов сильный. Наиболее близки к австралоидной расе веддоидная и меланезийская расы, с которыми иногда объединяется в австрало-веддоидную расу.
Веддоидная подгруппа распространена в Центральной и Южной Индии, на Шри-Ланке, в Юго-Восточной Азии и Индонезии. Характерные признаки: грацильное телосложение, укороченная шея, тёмная кожа, менее широкий нос, широкие губы, рост бороды и усов от среднего до сильного. Может быть описана как грацильный вариант австралоидной расы, с которой иногда объединяется в австрало-веддоидную расу. От австралоидной расы отличается также меньшим ростом бороды и усов, меньшим прогнатизмом, менее широким носом, меньшим ростом. Имеются многочисленные переходы к монголоидной, дравидийской и европеоидной расам.

## Вопрос формирования расовых признаков

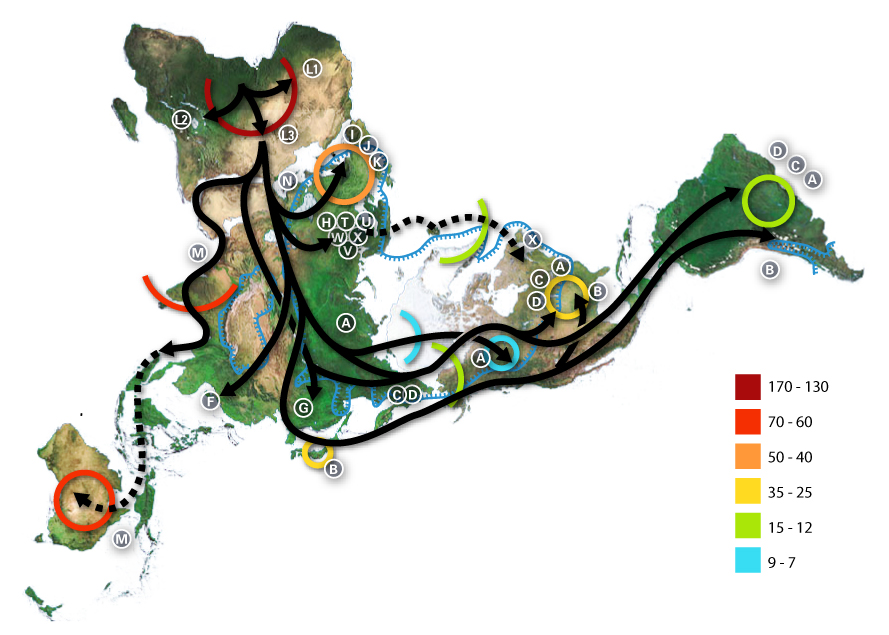
Ранняя миграция человечества по исследованиям митохондриальных ДНК (в тысячах лет до настоящего времени)

Исторически расогенез рассматривался с позиции полигенизма, гипотезы, в рамках которой расы рассматриваются как принципиально отличные друг от друга «биологические виды» Эта устаревшая гипотеза выступала обоснованием расизма. Она не имеет научных подтверждений и в настоящее время противоречит наиболее признанной в науке теории африканского происхождения человека. Все современные люди принадлежат к одному виду — Homo sapiens. Между любыми расами не существует репродуктивных барьеров, которые могли бы свидетельствовать о принадлежности рас или их предков к разным биологическим видам. Любые человеческие расы могут давать при смешении друг с другом плодовитое потомство. Утверждение некоторых авторов (например, С. В. Савельева) об отсутствии плодовитого потомства у представителей разных рас (в том числе якобы «отдалённых» друг от друга) противоречит как научным исследованиям (метисы в течение многих десятилетий подробно изучались антропологами различных стран), так и массе наблюдаемых фактов. Так, в ЮАР существуют целая группа народностей, обозначаемая собирательным словом «цветные». Группа образовалась в результате смешения европейских поселенцев, койсанов (бушменов и готтентотов), а также банту и индийцев. Численность южноафриканских «цветных» составляет более 4,5 млн человек. Советский антрополог Я. Я. Рогинский (1953) отмечал, что в начале XX века на каждую семью «цветных» приходилось в среднем восемь детей. По данным генетических исследований (2009), «цветные» Южной Африки являются наиболее генетически разнородной группой. В ряде южноамериканских стран смешанное население составляет большую часть (например, в Чили до 65 %). Генетик С. А. Боринская отметила, что для того, чтобы расы стали генетически несовместимыми, им нужно находиться в изоляции друг от друга, не обмениваясь генами, несколько миллионов лет. Вид Homo sapiens существует около 200 тысяч лет. При этом современные расы разделяет не больше 50—70 тысяч лет эволюции.
Вероятнее всего, расы в современном смысле слова возникли лишь после окончания последнего оледенения и начала неолитической революции благодаря появлению первых земледельческих культур, которые сумели за небольшое в историческом масштабе время резко увеличить свою численность и за счёт этого обеспечить своему комплексу расовых признаков доминирование на большой территории, сформировав современные «большие расы». Многие исследователи говорят об отсутствии рас в верхнем палеолите, или «верхнепалеолитическом полиморфизме» человечества. По мнению антрополога Станислава Дробышевского, дело не в том, что расовые черты верхнепалеолитических людей были ещё «недостаточно дифференцированы» или «не до конца сформировались», а в том, что ни одна из групп не могла добиться долговременного преимущества перед другими — то есть, имело место не большее единообразие «недифференцированного» человечества, а, напротив, его большая мозаичность (полиморфность), из которой впоследствии выкристаллизовались современные расовые типы. До этого же момента малочисленные популяции палеолитических охотников-собирателей, жившие зачастую в условиях частичной или полной изоляции друг от друга, за счёт генетико-автоматических процессов накапливали такое количество локальных особенностей, что среди них невозможно выделить чётко очерченные расовые группы, обладающие устойчивым комплексом признаков.
В настоящее время отрицается приспособительный характер многих расовых признаков — более вероятно, что популяциям, являвшимися их носителям, просто «повезло» в эволюционном отношении, что позволило случайному комплексу характерных для них внешних признаков закрепиться и получить широкое распространение. Вероятно, особую роль в этом процессе имело появление первых земледельческих культур, которые сумели резко увеличить свою численность, оттеснив группы, бывшие носителями иных расовых типов, на окраины ареала, и тем самым по сути сформировав так называемые «большие расы». За пределами же ареалов древних земледельцев такой нивелировки расовых признаков на основе численного преобладания носителей определённого типа не произошло, следствием чего стало сохранение большого разнообразия расовых признаков у американских индейцев, австралийских аборигенов, меланезийцев, койсаноидных жителей Южной Африки и других групп. Эти группы ни в коем случае не являются в эволюционном отношении «застойными» или более архаичными («протоморфными») по сравнению с «большими расами». Напротив — в больших группах, живущих в антропогенных ландшафтах, изменчивость признаков резко падает, появляется тенденция к их консервации, нарушаемая лишь метисацией на границах ареалов. Биологическая эволюция здесь в значительной степени замещается социальным и техническим развитием, хотя и не прекращается вообще. В то же время малочисленные, изолированные друг от друга популяции, испытывающие сильное воздействие отбора, отличаются повышенной пластичностью, быстро накапливая как приспособительные, так и случайные, нейтральные в эволюционном отношении, но заметно сказывающиеся на внешнем облике, признаки.
Так, «робустность» (массивность сложения) аборигенов Австралии является сравнительно недавним эволюционным приобретением, являющимся следствием биологической адаптации к тяжёлым условиям жизни, а вовсе не следствием их «протоморфности» (архаичности). Причём, судя по данным археологии, в сравнительно недавнее (историческое) время тенденцию к увеличению массивности у предков аборигенов сменила обратная — в сторону грацильности, вероятно, вследствие социального прогресса или изменения условий среды на более мягкие. В то же время австралийцы европейского происхождения не обнаруживают никаких признаков биологического приспособления к среде обитания (в том числе и в отдалённой перспективе), поскольку окружили себя «второй природой» — высокоразвитой техносферой, позволяющей существовать в условиях Австралии человеку, биологически сравнительно плохо к ним адаптированному. С эволюционной точки зрения белые австралийцы являются, пожалуй, более «протоморфными» и «архаичными», чем аборигены, которые сравнительно недавно (в эволюционном масштабе) приобрели целый ряд специализированных (то есть, прогрессивных с эволюционной точки зрения) черт.
Впрочем, роль техники всё же не стоит абсолютизировать — так, есть наблюдения, позволяющие судить о воздействии естественного отбора на популяцию современных людей, в совсем недавнее время (вторая половина XX века) участвовавших в освоении Крайнего Севера. На протяжении жизни одного поколения практически все неприспособленные к таким условиям поселенцы вернулись на Большую землю — остались лишь те, кто имел адаптивный в таких условиях тип, то есть, по особенностям телосложения и обмена веществ был приспособлен к экстремальным холодам (причём показательно, что по этим особенностям они напоминали местное аборигенное население). Если бы эта популяция людей продолжила размножаться эндогамно и подвергалась бы при этом жёсткому естественному отбору, как это обычно было при миграциях в доисторическое и раннеисторическое время, в ней всего за несколько поколений закрепился бы устойчивый набор признаков, соответствующих адаптации к экстремальному холоду.

### Древние и реликтовые расы
Современная популяционная генетика допускает, что ныне существующие расы не исчерпывают всего исторического морфологического разнообразия людей современного типа, и что в древности существовали расы, которые либо исчезли бесследно, либо признаки которых были позднее размыты в результате ассимиляции носителями других рас. В частности, уралист В. В. Напольских выдвинул гипотезу о существовании в прошлом палеоуральской расы, признаки которой в настоящее время размыты между урало-сибирскими европеоидами и западными монголоидами, однако не являются свойственными ни для европеоидов в целом, ни для монголоидов в целом.

#### Верхнепалеолитические типы
Антрополог С. В. Дробышевский указывает, что морфологическое разнообразие людей в верхнем палеолите было, возможно, даже более выраженным, чем в настоящее время, и что черепа людей того времени не могут быть чётко диагностированы с применением современной расовой классификации, географическая или временная принадлежность часто также явно не выражена.
В частности на основании европейских находок он описывает следующие выделяемые разными авторами доисторические расы или морфологические типы, часть из которых выделена на основе одного черепа:
- гримальдийская
- кроманьонская
- Барма-Гранде
- шанселядская
- оберкассельская
- брюннская
- брюнн-пржедмостская
- ориньякская
- солютрейская

На Ближнем Востоке того же времени отмечается преемственность пре-натуфийцев и натуфийцев. Они имеют протоевропеоидные черты, иногда с негроидной примесью. При этом натуфийцы имеют отличия от североафриканских групп Афалу и Тафоральт. Среди восточноафриканских находок выделялись «бушменский тип», «эфиопский тип», «негроидный тип», более массивный, чем современный. Верхнепалеолитические черепа из Китая, Юго-Восточной Азии и Индонезии часто не обнаруживают монголоидности, но сближаются с восточными экваториалами и чаще определяются как «прото-австралоиды» или «австрало-меланезийский тип». Многие находки региона никак не могут быть описаны с использованием современной расовой классификации и сочетают в себе черты как южных монголоидов, так и австралоидов, айнов, носителей культуры ёмон (или дзёмон), архаичных индейцев и других групп.

## Метисация

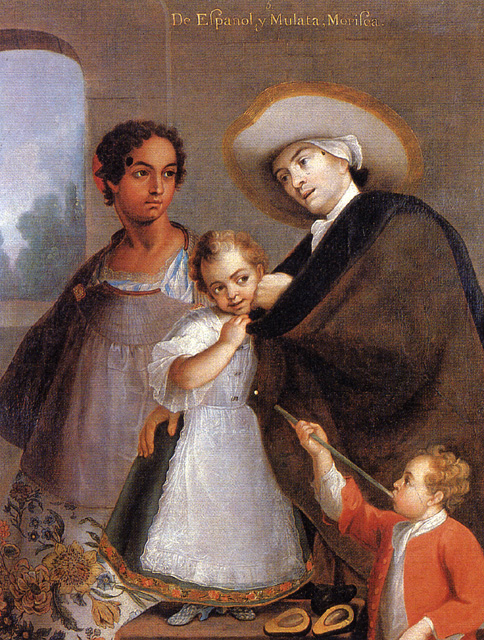
Испанец и его жена-мулатка с дочерью, Мигель Кабрера, 1763, Колониальная Мексика

В выделении рас как популяций, обладающих отличными от других признаками, важную роль играла географическая изоляция. Такая изоляция ещё несколько тысяч лет назад была обусловлена в основном огромными расстояниями и малой численностью людей. В результате увеличения численности или миграций популяции контактировали и происходило смешение рас или метисация. В результате появились смешанные антропологические типы или малые расы (южносибирская, полинезийская и другие).
Все известные расы человечества могут давать плодовитое совместное потомство, даже наиболее изолированным популяциям, вроде американских индейцев или австралийских аборигенов, «не хватило» как минимум нескольких миллионов лет изоляции до возникновения биологической несовместимости с другими группами.
В результате смешанных браков (и метисации вообще) появляются индивиды со смешанными расовыми признаками, а в зонах контакта между ареалами различных рас — целые контактные расы, обладающие таковыми на популяционном уровне. Для них в некоторых культурах принята специальная терминология. Так, мулаты — результат совмещения негроидной и европеоидной расы, метисы — европеоидной и американоидной/монголоидной, а самбо — негроидной и американоидной. В настоящее время значительная часть населения Земли является в той или иной степени метисной, например, большая часть жителей Центральной и Южной Америки. С другой стороны, сравнительная устойчивость комплекса расовых признаков подобных крупных групп метисного происхождения позволяет рассматривать их как самостоятельные малые расы, находящиеся в процессе формирования.
Было проведено множество исследований, которые показали отсутствие вредных для потомства с медицинской точки зрения последствий межрасовой метисации. Это является следствием сравнительно недавнего расхождения рас и постоянных контактов между ними на протяжении истории.